# HD 17743
HD 17743，又名BD+52 640，SAO 23674、HR 846，是一颗恒星，视星等为6.36，位于銀經140.73，銀緯-5.63，其B1900.0坐标为赤經2h 45m 46.1s，赤緯+52° -5.63′ 11″。